# 뤼네부르크

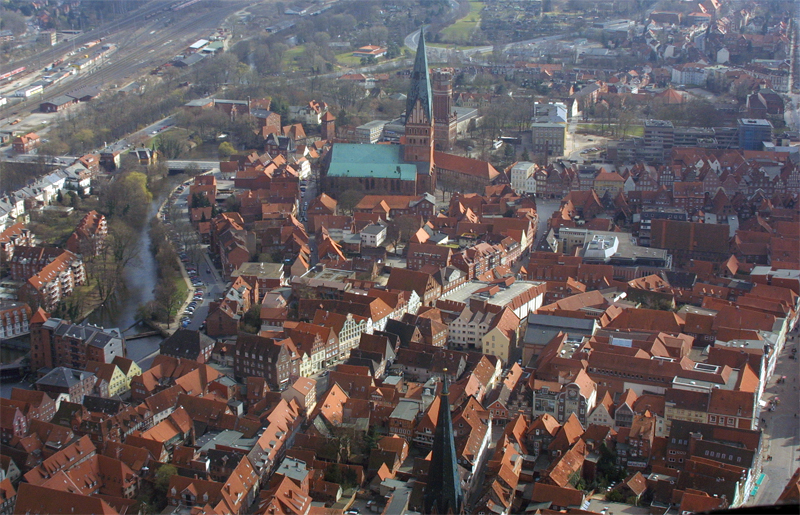
뤼네부르크

뤼네부르크(독일어: Lüneburg, 정식명칭 Hansestadt Lüneburg)는 독일 북부 니더작센주에 있는 도시이다. 인구 72,983명(2010년)
함부르크 동남쪽 40km, 엘베강의 지류인 일메나우 강 연안에 위치한다. 10세기의 기록에 언급되어 있으며, 중세 시대 때 한자 동맹 도시로 발전하였다. 18세기에 하노버에 합병되었고, 1866년 프로이센의 하노버 주에 속했고, 제2차 세계대전 후 니더작센 주의 도시가 되었다. 시청사·성당·성곽 등의 옛 건물이 잘 보존되어 있으며, 한자 시대의 항구도 남아 있다. 1946년 대학교가 설립되었다. 남쪽에는 이 도시의 이름을 딴 황무지인 뤼네부르거하이데가 있다.

## 인구
| 연도 | 인구   | ±%     |
| ---- | ------ | ------ |
| 1530 | 14,000 | —      |
| 1699 | 11,000 | −21.4% |
| 1757 | 9,426  | −14.3% |
| 1813 | 10,400 | +10.3% |
| 1855 | 13,352 | +28.4% |
| 1861 | 14,400 | +7.8%  |
| 1867 | 15,900 | +10.4% |
| 1871 | 16,284 | +2.4%  |
| 1890 | 20,665 | +26.9% |
| 1900 | 24,693 | +19.5% |
| 1910 | 27,790 | +12.5% |
| 1925 | 28,923 | +4.1%  |
| 1933 | 31,171 | +7.8%  |
| 1939 | 35,239 | +13.1% |
| 1945 | 53,095 | +50.7% |
| 1950 | 58,139 | +9.5%  |
| 1956 | 56,845 | −2.2%  |
| 1961 | 59,563 | +4.8%  |
| 1965 | 60,269 | +1.2%  |
| 1970 | 59,516 | −1.2%  |
| 1975 | 64,586 | +8.5%  |
| 1980 | 62,225 | −3.7%  |
| 1985 | 59,645 | −4.1%  |
| 1990 | 61,870 | +3.7%  |
| 2000 | 67,398 | +8.9%  |
| 2010 | 71,549 | +6.2%  |
| 2019 | 78,024 | +9.0%  |

## 같이 보기
- 브라운슈바이크뤼네부르크 공국